# Guppy (Flugzeug)

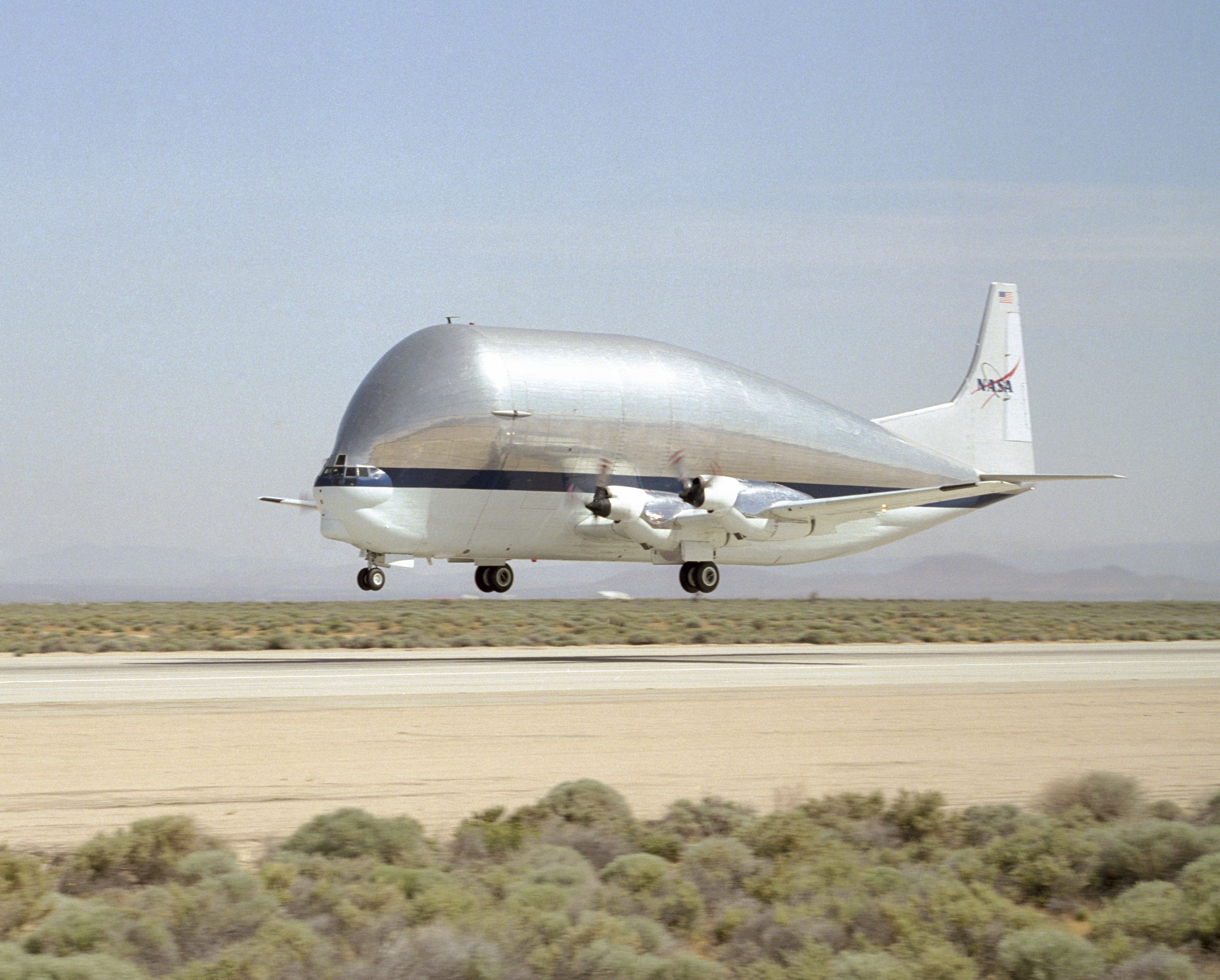
Außenansicht der Super Guppy Turbine (SGT), 2005

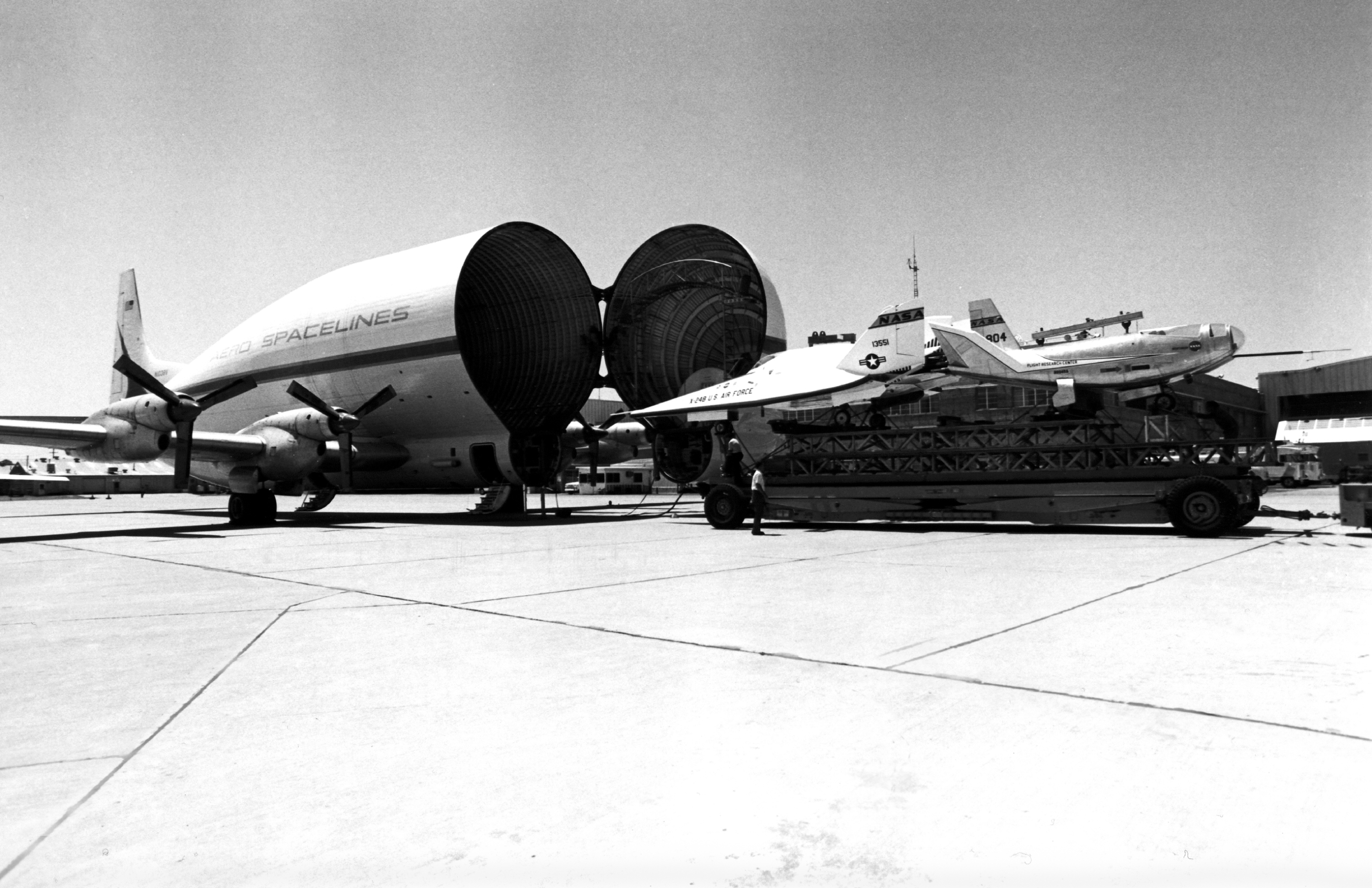
Super Guppy (SG) wird beladen, 1976

Risszeichnung von SG und SGT

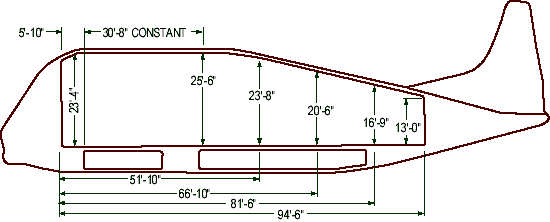
Innenmaße von SG und SGT

Als Guppy werden Umbauten von Flugzeugen der viermotorigen Typen Boeing 377 Stratocruiser und Boeing C-97 Stratofreighter bezeichnet, die durch eine Vergrößerung des Rumpfes auffallen. Ausgeführt wurden sie von der US-amerikanischen Firma Aero Spacelines (zunächst in Van Nuys bei Los Angeles, dann in Santa Barbara, ebenfalls in Kalifornien) sowie vom in Le Bourget (Frankreich) ansässigen Unternehmen UTA Industries. Frachtraumbreite und -höhe sind sogar etwas größer als beim Airbus Beluga, die Frachtraumlänge ist allerdings deutlich geringer.
Ihren Namen haben die Flugzeuge von einem Fisch: Guppys sind lebendgebärende Fische, die während der Trächtigkeit einen erheblich aufgeblähten Bauch aufweisen – somit ergaben sich Assoziationen zwischen dem Flugzeug und dieser Fischart, die zum Namen des Flugzeugs führten. Seit 1998 ist nur noch ein einziges Exemplar aktiv (bei der NASA).

## Geschichte
Der ehemalige Militärpilot John Conroy hatte, zusammen mit dem Flugzeughändler Lee Mansdorf, im Jahr 1961 die Firma Aero Spacelines gegründet.
Als die NASA begann, immer größere Raketenteile zu planen, wurde schnell klar, dass diese sinnvoll nur über den Luftweg transportiert werden konnten. So gab die NASA bei Aero Spacelines den Umbau einiger ausgemusterter Boeing 377 Stratocruiser in Auftrag. Die Boeing 377 war die zivile Version des C-97 Stratofreighter, einer Entwicklung auf Basis des Bombers Boeing B-29.
Beim Entwurf der C-97 wurden im Grunde genommen nur der Rumpf neu entworfen und der Antrieb geändert, das Tragwerk und die Leitwerke aber von der B-29 übernommen. Ab der siebten Maschine kamen dann das Seitenleitwerk und die Triebwerke der Boeing B-50 Superfortress zur Anwendung.
Die militärische C-97 Stratofreighter wurde in 77 Exemplaren gebaut; hinzu kamen 811 Stück der Tankerversion KC-97. Vom zivilen Passagierflugzeug Boeing 377 wurden nur 56 Maschinen produziert, die größtenteils am Ende der 1950er-Jahre ausgemustert wurden. Einige dieser Maschinen, die überwiegend in einem sehr guten Zustand waren und nur wenige Flugstunden aufwiesen, wurden für die Guppy-Umbauten verwendet.
Die Guppy-Umbauten lassen sich in drei Serien unterteilen, die als Pregnant Guppy, Super Guppy und Mini Guppy bezeichnet werden.
Airbus setzte lange Zeit Super Guppy-Flugzeuge ein, um Flugzeugteile zwischen den europäischen Fertigungsstätten transportieren zu können. Die Firma verwendet inzwischen jedoch einen selbst entworfenen, ähnlichen Flugzeugtyp, den Airbus Beluga (A300-600ST) und dessen Nachfolger Airbus Beluga XL. Ein Exemplar der Super Guppy befindet sich im Airbuswerk Hamburg-Finkenwerder.
Boeing erarbeitete für den Transport der Teile für die Boeing 787 eine eigene Transportmaschine auf Basis umgebauter 747-400-Passagiermaschinen. Entwickelt wurde die Boeing 747 Large Cargo Freighter (747 LCF) (auch Dreamlifter genannt, in Anlehnung an den Marketingnamen Dreamliner der 787) von Boeing gemeinsam mit der Taiwanischen Evergreen Aviation Technologies Corporation (EGAT). Für den Umbau ist allein EGAT verantwortlich, während die fertiggestellten Maschinen anfangs von Evergreen International Airlines (eine US-Firma ohne Bindung an die Evergreen Group) betrieben wurden und seit 2010 von Atlas Air.

## Pregnant Guppy
B-377PG (Pregnant Guppy): 1 gebautes Exemplar.

Die 1954 gegründete Firma On Mark Engineering (ebenfalls in Van Nuys) baute eine B-377 im Auftrag von Aero Spacelines zum Raketentransporter um; letztere hatte den Umbau entworfen. Die Maschine war ein ehemaliges Passagierflugzeug der Pan Am (Kennzeichen N1024V, Fabriknummer 15924). Diese erste Version wurde als Pregnant Guppy (Schwangerer Guppy) bezeichnet und startete am 19. September 1962 zu ihrem Erstflug.

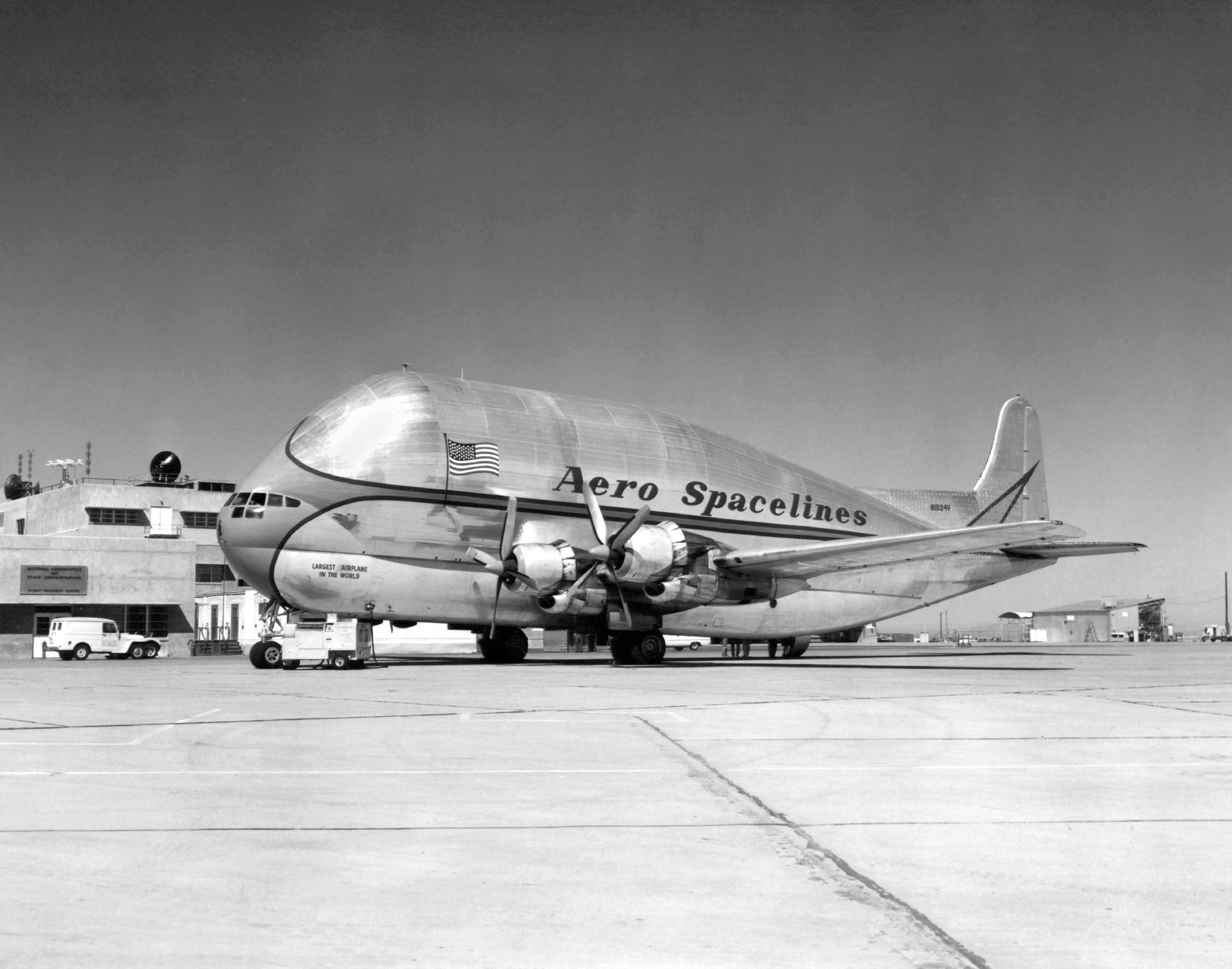
Pregnant Guppy (PG), 1962

Beim Umbau wurde der Stratocruiser-Rumpf im hinteren Abschnitt um 5,08 m verlängert und die obere Rumpfschale durch eine Neukonstruktion mit größerem Durchmesser ersetzt. Dadurch wurde die Frachtraumhöhe von ursprünglich 2,74 m auf 6,20 m angehoben. Der Umbau wurde endgültig im Frühling 1963, nach einer Erprobungsflugzeit von 60 Stunden fertiggestellt, nachdem sich gezeigt hatte, dass die Maschine in allen Flugzuständen stabil und steuerbar war. Erst dann entfernte man den oberen Teil des ursprünglichen Rumpfes innerhalb der neu aufgebauten größeren Hülle und gestaltete den hinteren Rumpfteil als abnehmbares Element.

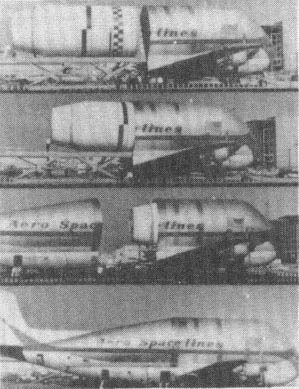
Beladung des Pregnant Guppy mit einer Stufe der Saturn V

Der gesamte Heckbereich mit dem Seitenleitwerk konnte vom Rumpf abgetrennt werden, um so die großen Trägerraketenstufen für die amerikanische Weltraumbehörde NASA problemlos laden zu können. Bis zu seiner Ausmusterung diente er der NASA als Transporter. Der Erstgebaute dient inzwischen dem Letztgebauten als Ersatzteillager. Die Besonderheit dieses Modelles war neben dem im Vergleich zum Super Guppy kleineren Ladevolumen das abnehmbare Heck, über das die Fracht geladen wurde.

## Super Guppy
B-377SG-201 (Super Guppy): 1 gebautes Exemplar.
Die Super Guppy (SG-201) absolvierte am 31. August 1965 ihren Erstflug. Sie war noch größer und verfügte über einen Turbopropantrieb, bestehend aus vier T34-Propellerturbinen (Pratt & Whitney T-34P7), während die Pregnant Guppy noch mit Kolbentriebwerken angetrieben wurde. Die Rumpflänge wurde auf 43,05 m erhöht, die Frachtraumhöhe auf 7,77 m.
Der Bau und die damit zusammenhängende Notwendigkeit zum Transport der neuen Saturn-V-Raketenstufen (Apollo-Programm) machte den Bau dieses riesigen Transporters erforderlich. Nach dem Umbau wurde es möglich, maximal 18,6 Tonnen zuzuladen. Bei der NASA trug dieses Flugzeug das Kennzeichen NASA 940 und flog unter anderen für die Gemini-, Apollo-, Space-Shuttle- und Skylab-Programme der NASA.
1990 wurde es von der NASA außer Dienst gestellt, im Juli 1991 zur Davis-Monthan Air Force Base bei Tucson, Arizona, geflogen und ist nun im angrenzenden Pima Air & Space Museum ausgestellt.

## Super Guppy Turbine

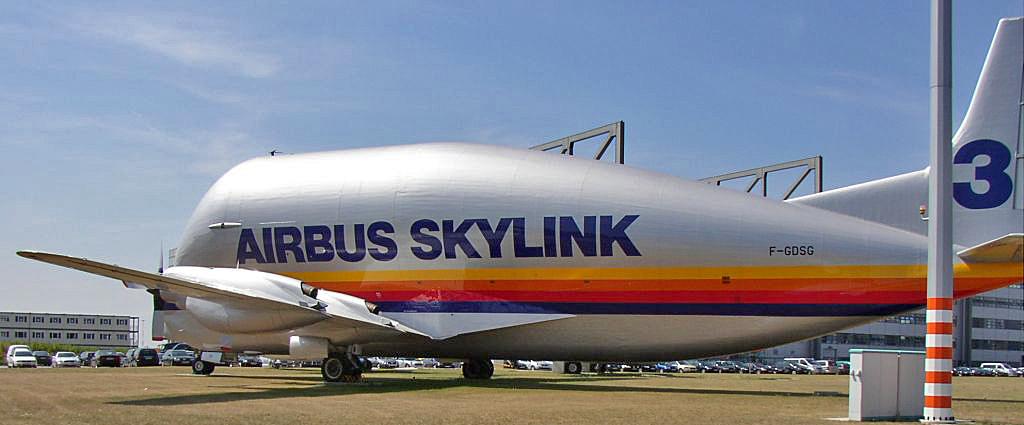
SGT bei Airbus in Finkenwerder, 2006

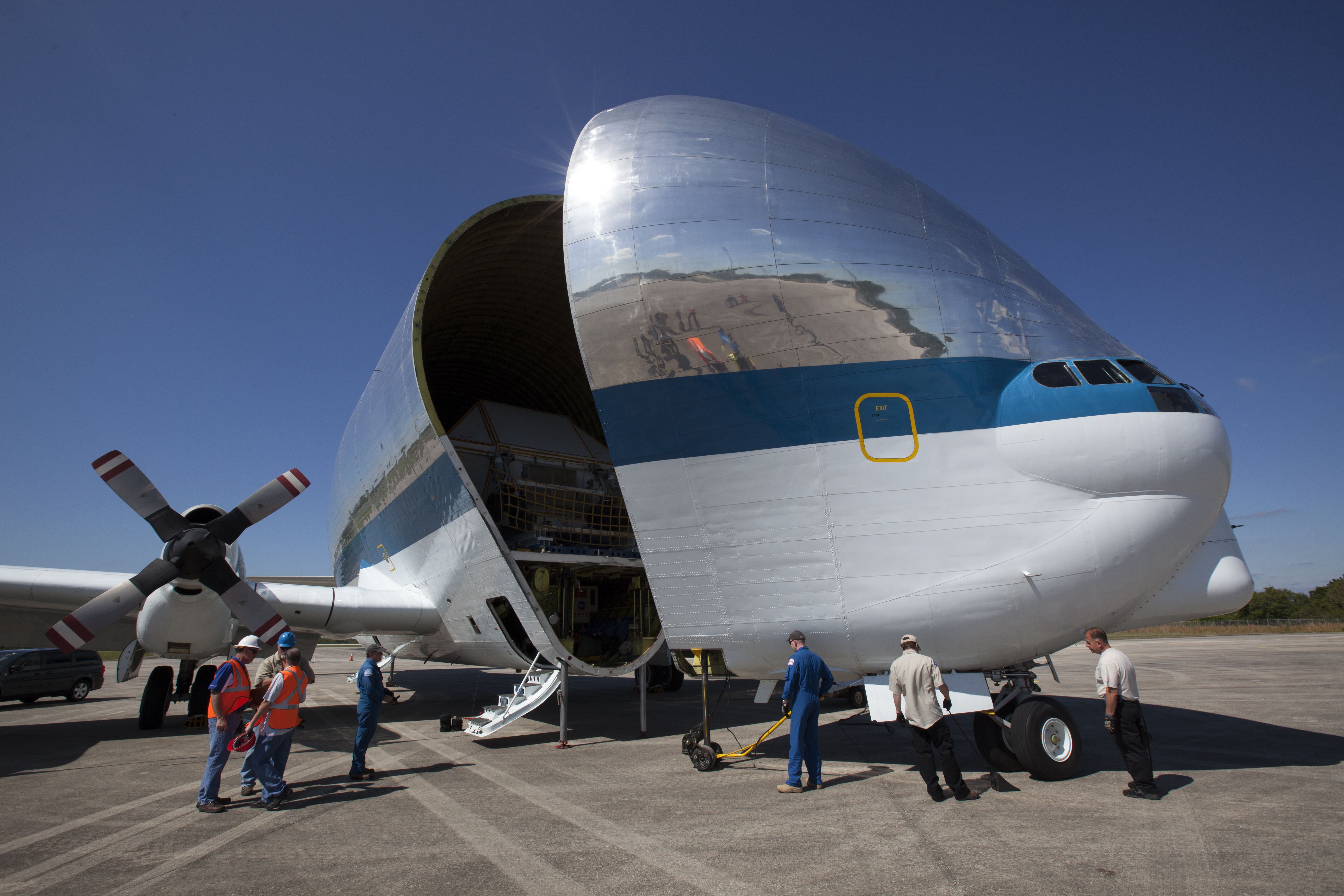
SGT der NASA wird geschlossen (Ladung: Teile des Orion-Raumschiffs), 2017

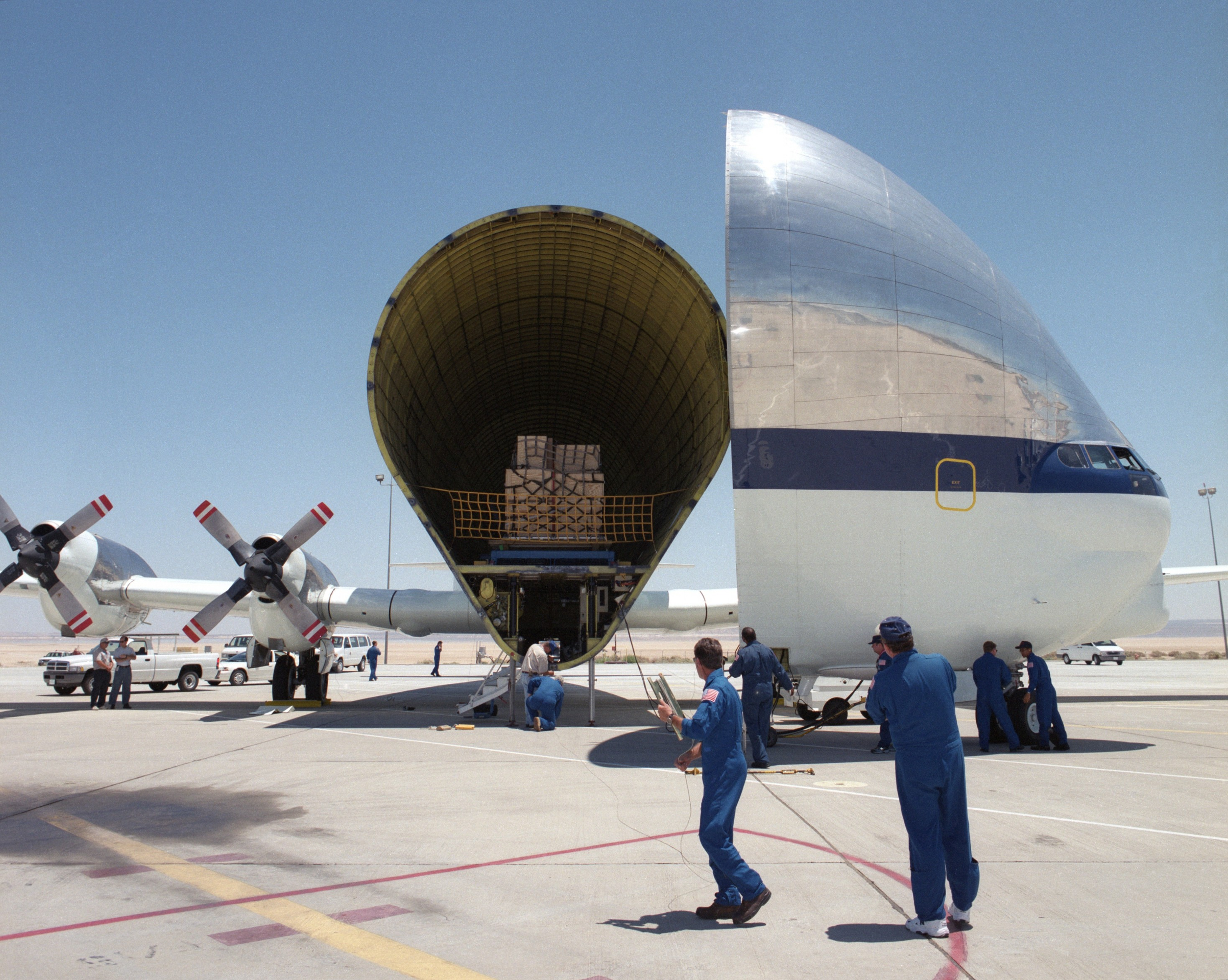
Aufgeklappte SGT im Jahr 2000

B-377SGT-201 (Super Guppy Turbine): 4 gebaute Exemplare
Eine direkte Weiterentwicklung war die Super Guppy Turbine (SGT-201), von der zunächst zwei Einheiten gebaut wurden, die am 24. August 1970 (N211AS) und am 24. August 1971 (N212AS) ihre Erstflüge absolvierten. Die Super Guppy Turbine entsprach in ihren Abmessungen der Super Guppy, wurde aber von vier Allison 501-D22C-Propellerturbinen angetrieben. Dadurch war eine maximale Zuladung von 25 t möglich. Nach der Einstellung des Apollo-Programms wurden beide SGT-201 im November 1971 (F-BTGV) bzw. August 1973 (F-BPPA) an die französische Firma Aéromaritime verkauft, die sie im Auftrag des Flugzeugherstellers Airbus für den Transport von Großbauteilen zwischen den verschiedenen Fertigungszentren und Toulouse einsetzte. Airbus Industries erwarb die Herstellerrechte und technischen Unterlagen der SGT-201 und ließ von dem in Le Bourget ansässigen Unternehmen UTA Industries zwei weitere Flugzeuge fertigen. Die Maschinen wurden im Juli 1982 (F-GDSG) sowie im Juli 1983 (F-GEAI) an die Aéromaritime übergeben. Zeitgleich mit der Auslieferung des dritten Flugzeugs erhielten die Maschinen ihre charakteristische Lackierung mit dem Schriftzug Airbus Skylink auf dem Rumpf.
Im Jahr 1989 übernahm die neugegründete Airbus-Tochterfirma Airbus Inter Transport die vier Flugzeuge von der Aéromaritime und setzte sie bis ins Jahr 1998 hinein ein. Sie wurden vom Airbus A300-600ST Beluga abgelöst.
Drei der vier SGT-201 wurden seit ihrer Außerdienststellung als Museumsflugzeuge bewahrt: Zwei an den Hauptstandorten des Airbus-Projektes in Toulouse-Blagnac und Hamburg-Finkenwerder und eine auf dem Flugplatz Bruntingthorpe (England). Das Flugzeug in Bruntingthorpe (F-BTGV) wurde im Dezember 2020 verschrottet. Die vierte Maschine, der 1983 in Frankreich gebaute ehemalige Airbus Transporter 04, wurde von der NASA 1997 erworben und steht für diese noch immer im Dienst (Stand 2018). Die NASA setzte das Flugzeug unter der Bezeichnung NASA 941 (Silberner Buckel) unter anderem zum Transport von Modulen für die Internationale Raumstation (ISS) ein. Dafür wurde eine spezielle Halterung, die Super Guppy Shipping Fixture, entwickelt, die der Nutzlastbucht des Space Shuttles nachempfunden ist.

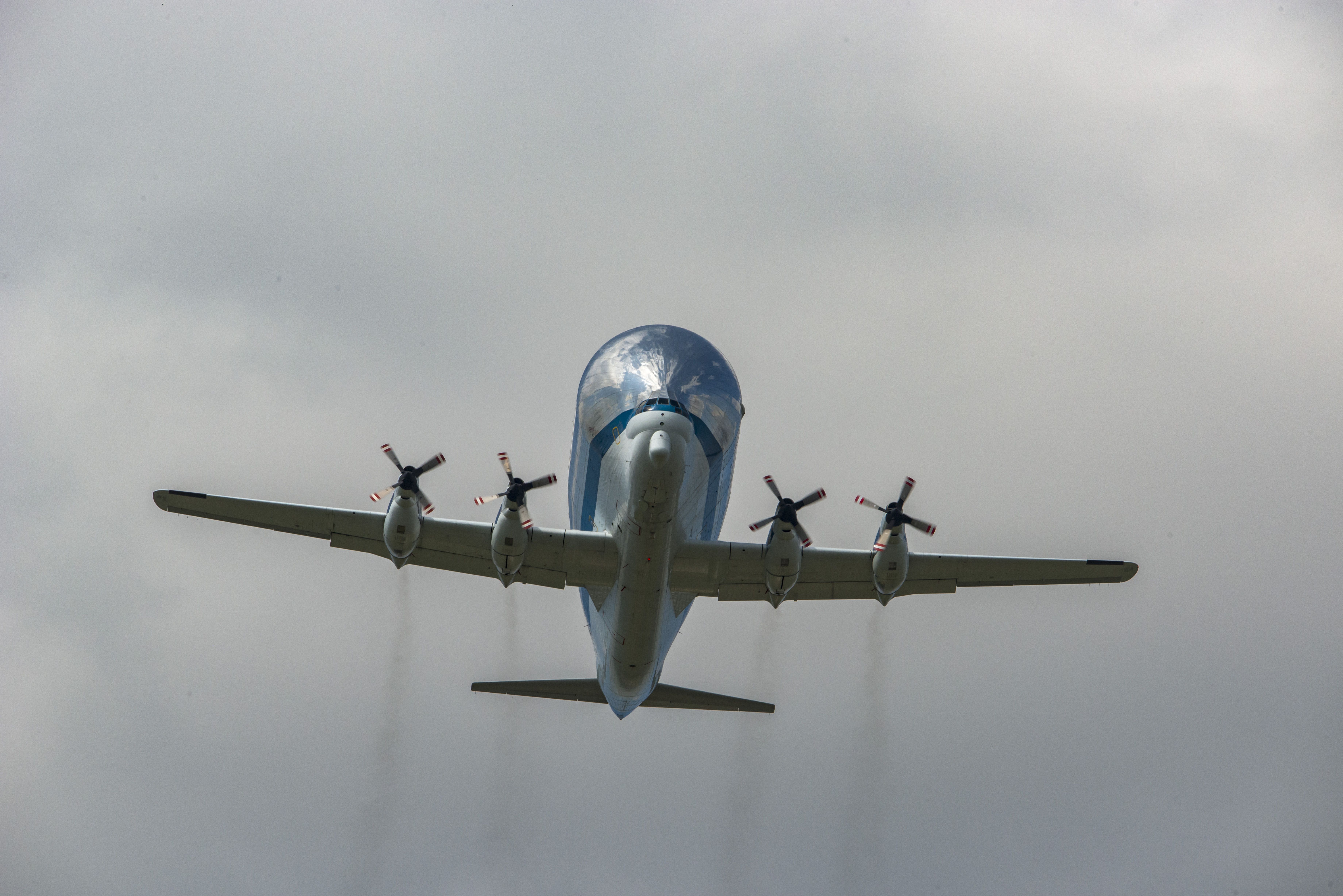
NASA-SGT von unten, 2017

Auch rund 20 Jahre später nutzt die NASA dieses letzte Exemplar, insbesondere bei ihrer Rolle für die Wiederbelebung der selbstständigen bemannten Raumfahrt der USA nach Einstellung des Space-Shuttle-Programms: Eine der regulären Funktionen der SGT ist es, längerfristig die einzelnen Module des Orion-Raumschiffs zwischen New Orleans (Fertigung), u. a. dem Glenn Research Center in Ohio (Tests) und dem Kennedy-Space-Center in Florida (Endmontage und Start) zu transportieren.

### Technische Daten
- Spannweite: 47,61 m
- Länge: 46,84 m
- Höhe: 14,85 m
- Triebwerke: 4 × Allison 501 D22C mit 3610 kW
- Leermasse: 45,8 t
- max. Startmasse: 77,1 t
- Zuladung: 24,5 t
- Besatzung: 3
- Geschwindigkeit: 460 km/h; ökonomische Reisegeschwindigkeit: 407 km/h
- Gipfelhöhe: 7620 m
- ökonomische Reichweite: 813 km

## Mini Guppy

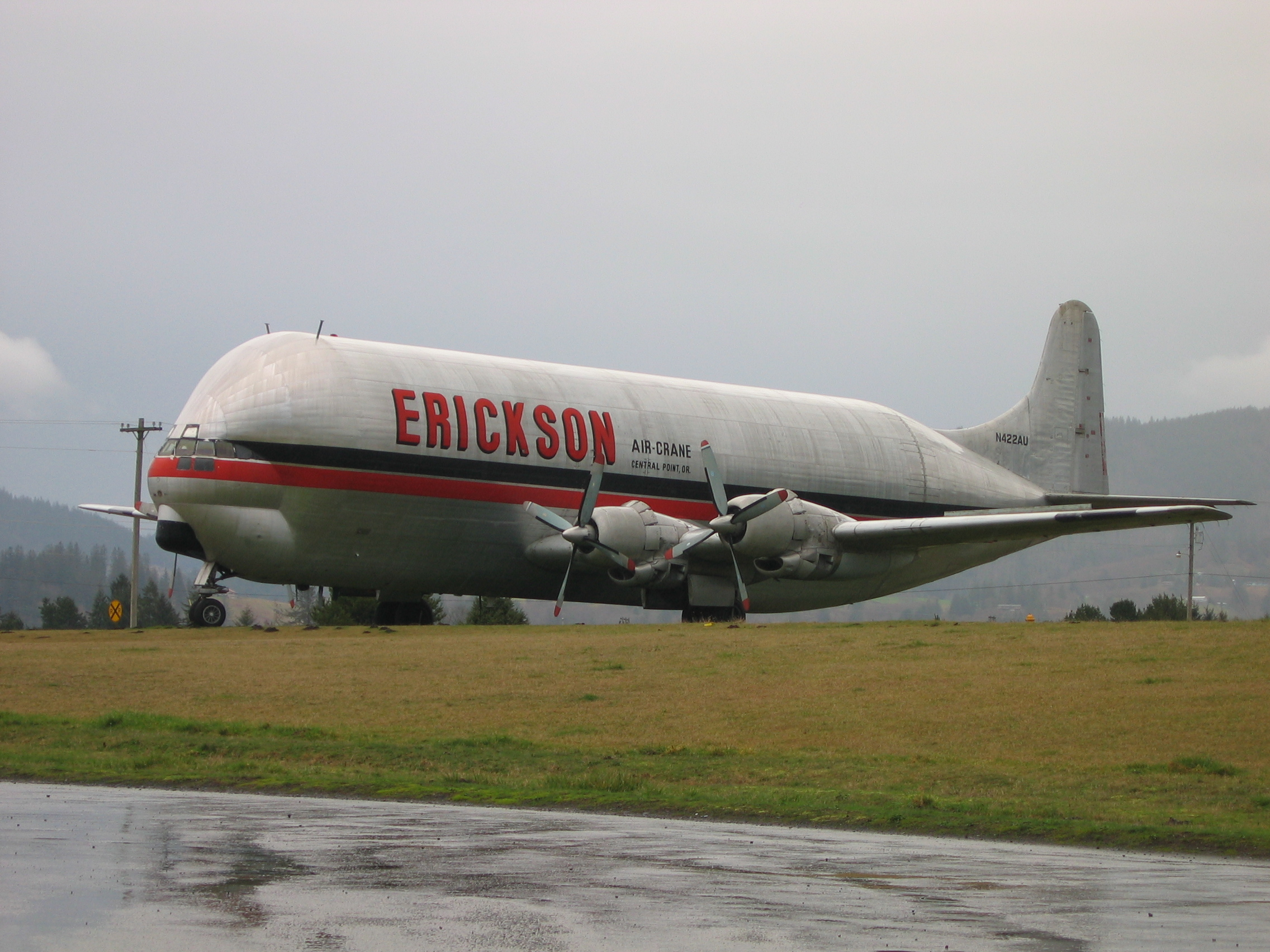
Mini Guppy (B-377MG) im Museum, 2007

B-377MG (Mini Guppy): 1 gebautes Exemplar.
Bei den Umbauten wurden die originalen Triebwerke vom Typ Pratt & Whitney R-4360 Wasp Major beibehalten. Dafür wurde ein schwenkbares Heck eingebaut. Nach den Umbauarbeiten war eine maximale Zuladung von 14,5 Tonnen möglich.
- Erstflug am 24. Mai 1967
- Eigentümer Aero Spacelines (bis 1974), American Jet Industries (bis 1980), Aero Union (bis 1988), Erickson Air Crane (bis 1995). Nun steht er im Tillamook Air Museum in Tillamook, Oregon.

## Mini Guppy Turbine
B-377MGT-101 (Mini Guppy): 1 gebautes Exemplar1) (Kennzeichen N111AS, Fabriknummer 0001).
Bei dieser Variante wurden die gleichen Allison 501-D22C Triebwerke mit vierblättrigen Propellern wie bei der Super Guppy Turbine eingebaut, der Rumpf wurde gegenüber der Mini Guppy um 81 Zentimeter verlängert und um 5 Zentimeter verbreitert und eine schwenkbare Nase eingebaut. Nach den Umbauten hatte er eine maximale Zuladung von 28,6 Tonnen.
- Erstflug 13. März 1970
- Absturz bei Flugtests auf der Edwards Air Force Base, Kalifornien (USA) am 12. Mai 1970.

1) Laut Bowers wurde eine zweite Mini Guppy Turbine gebaut (Kennzeichen N112AS, Fabriknummer 0002); hierfür konnten jedoch bislang keine weiteren Belege gefunden werden.